# Baad
Baad est un village autrichien du Kleinwalsertal dans le Vorarlberg et appartient à la commune de Mittelberg dans l'arrondissement de Bregenz. Bien que située en Autriche, Baad a la particularité de n'être accessible que depuis l'Allemagne.

## Géographie
Baad est situé à l'extrémité du Kleinwalsertal, à environ 4 km après Mittelberg (de), à 1244 m de hauteur. Le village fait partie de la commune de Mittelberg, mais est généralement considéré comme un district indépendant. Il comprend, avec le petit village de Vorderboden, environ 35 Bâtiment pour environ 150 habitants.
À l'ouest de Baad, près du Hochstarzel (de), se trouve le Starzeljoch (de) (1867 m), qui mène au village de Schoppernau dans le Bregenzerwald. Au sud de Baad se trouve la plus haute montagne du Kleinwalsertal, le Große Widderstein (2533 m).

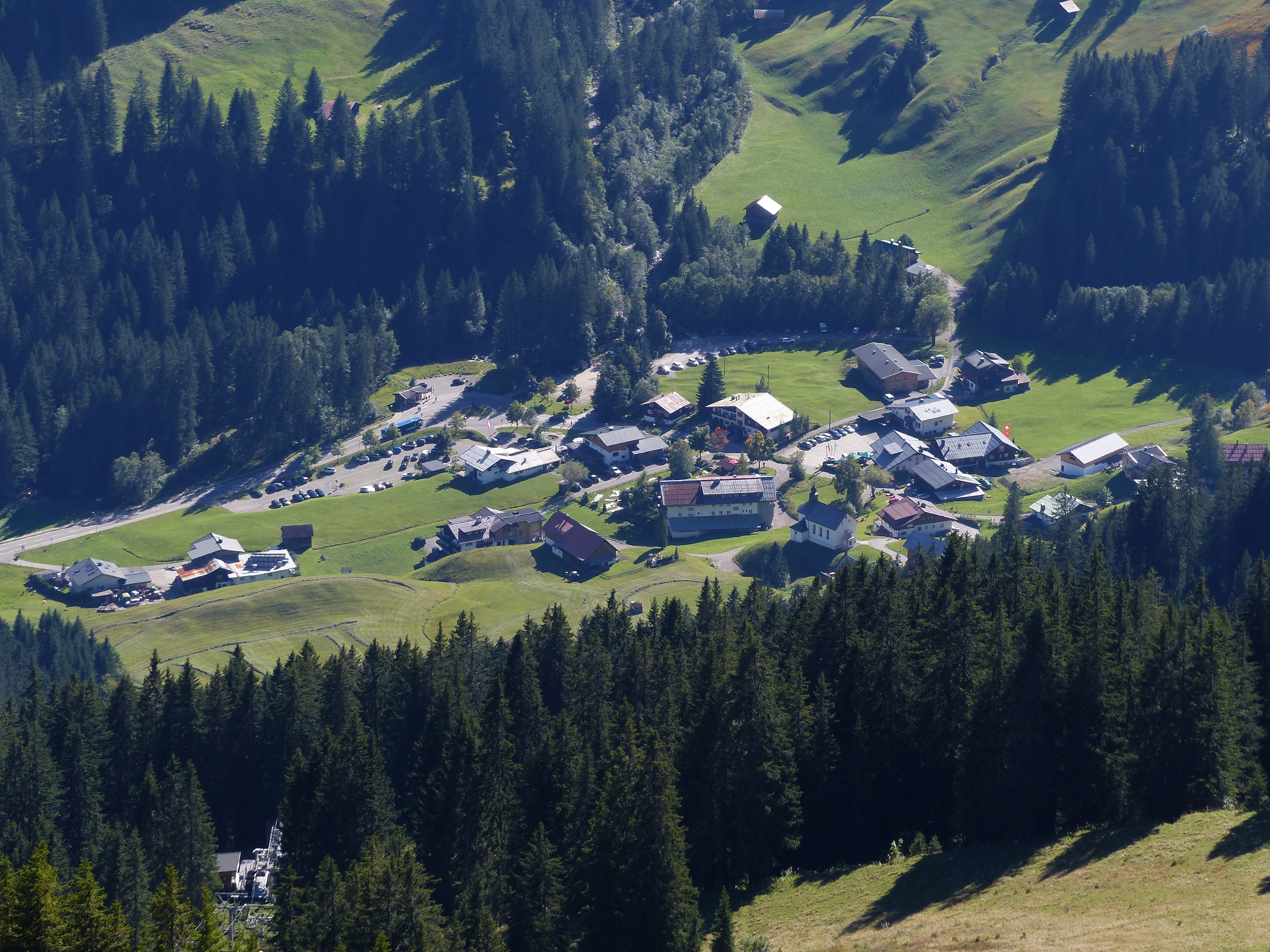
Baad vu depuis le Walmendinger Horn (de)
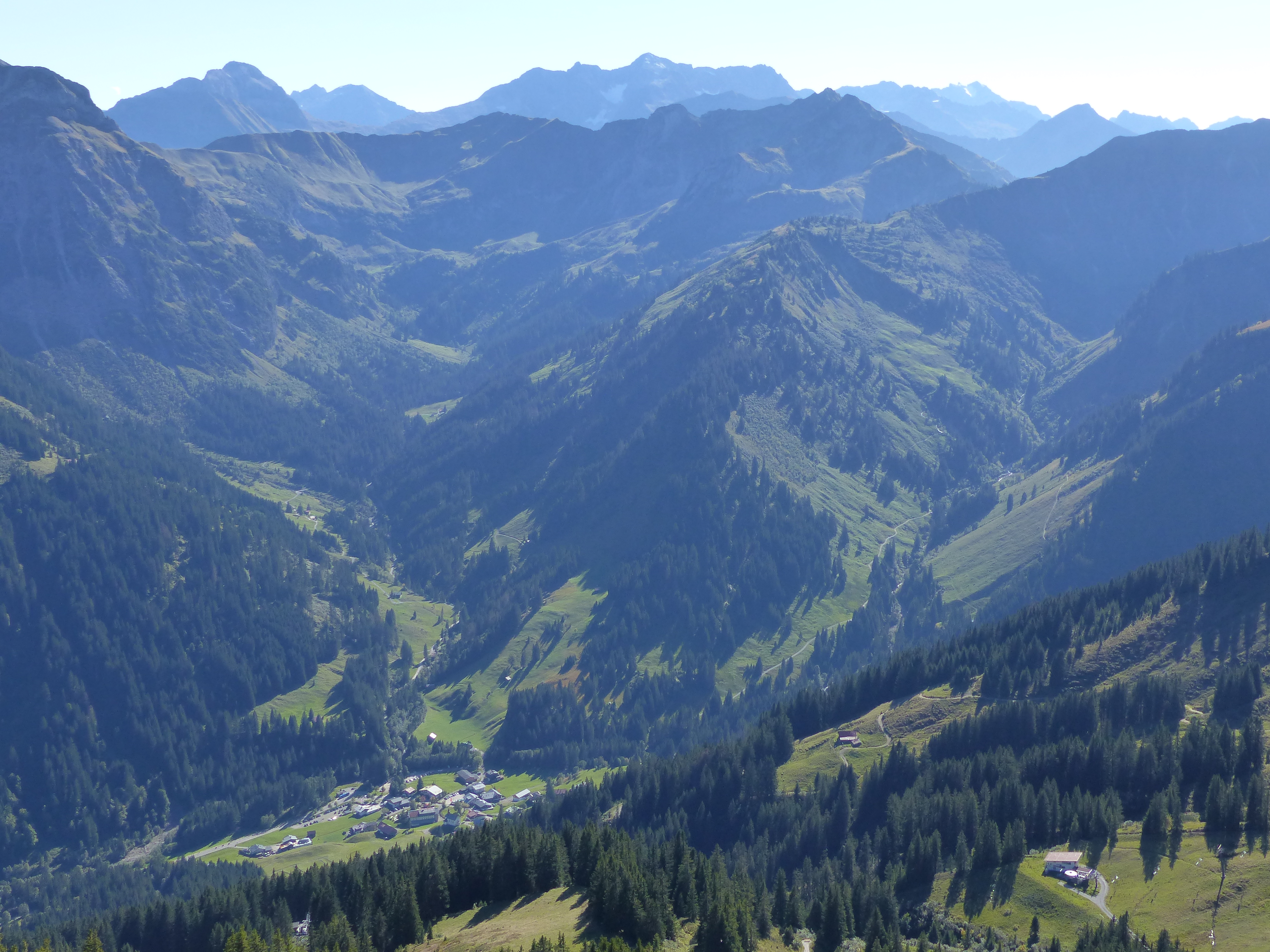
Baad, le Bärgunttal (à gauche) et le Derrenbachtal (à droite)
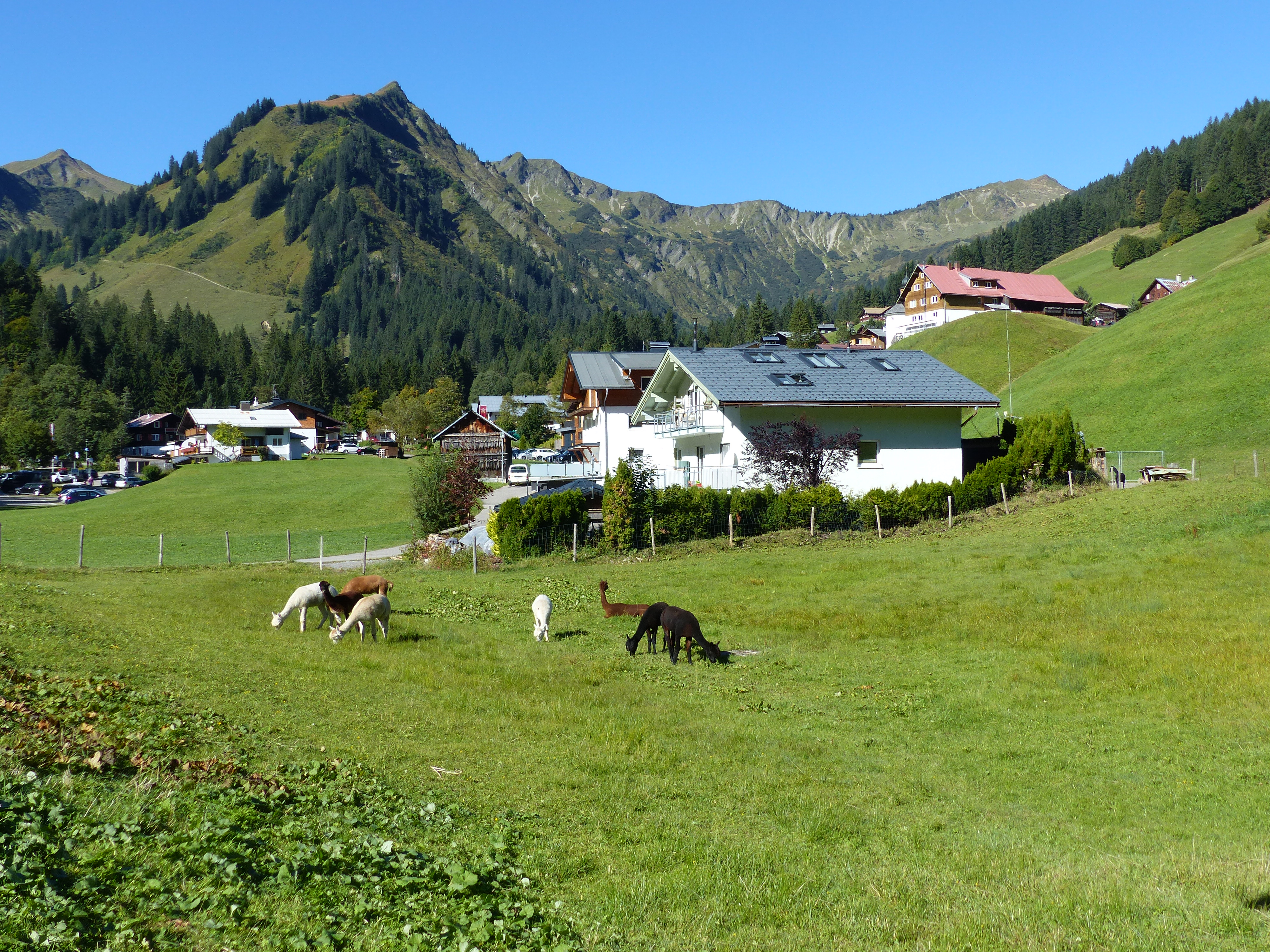
Baad avec la Unspitze
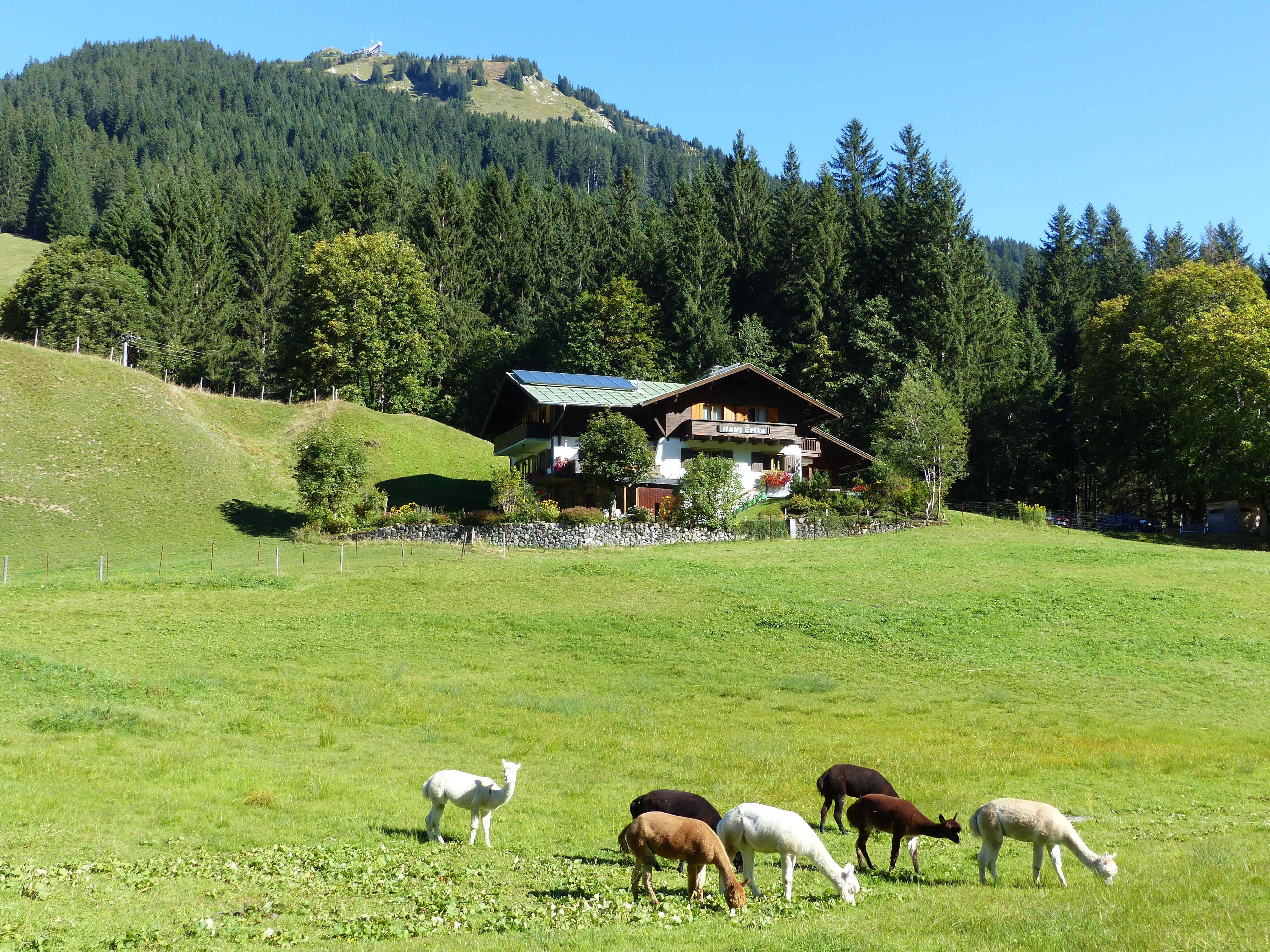
Baad avec le Walmendingerhorn
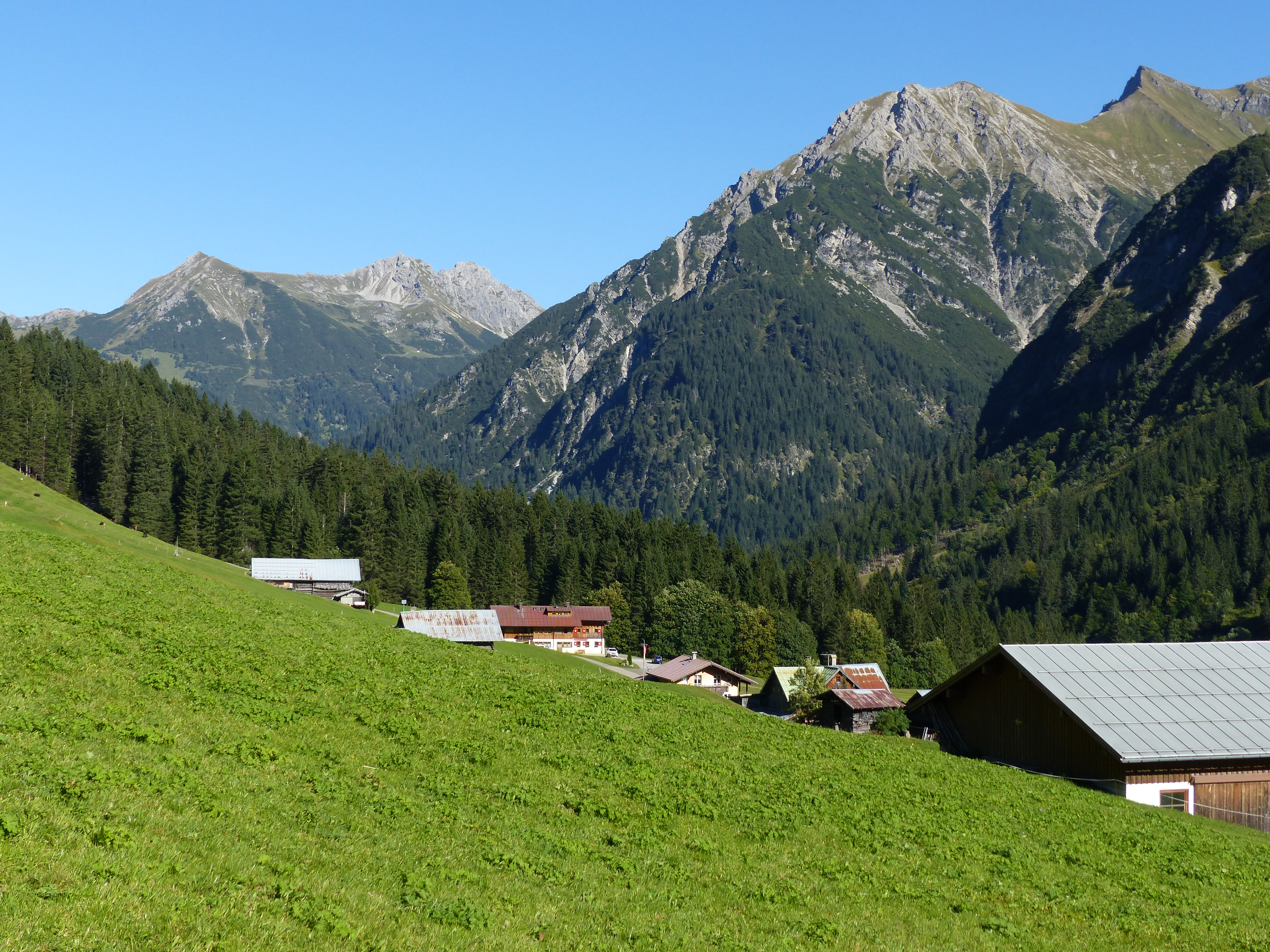
Baad avec le Elferkopf et le Zwölferkopf
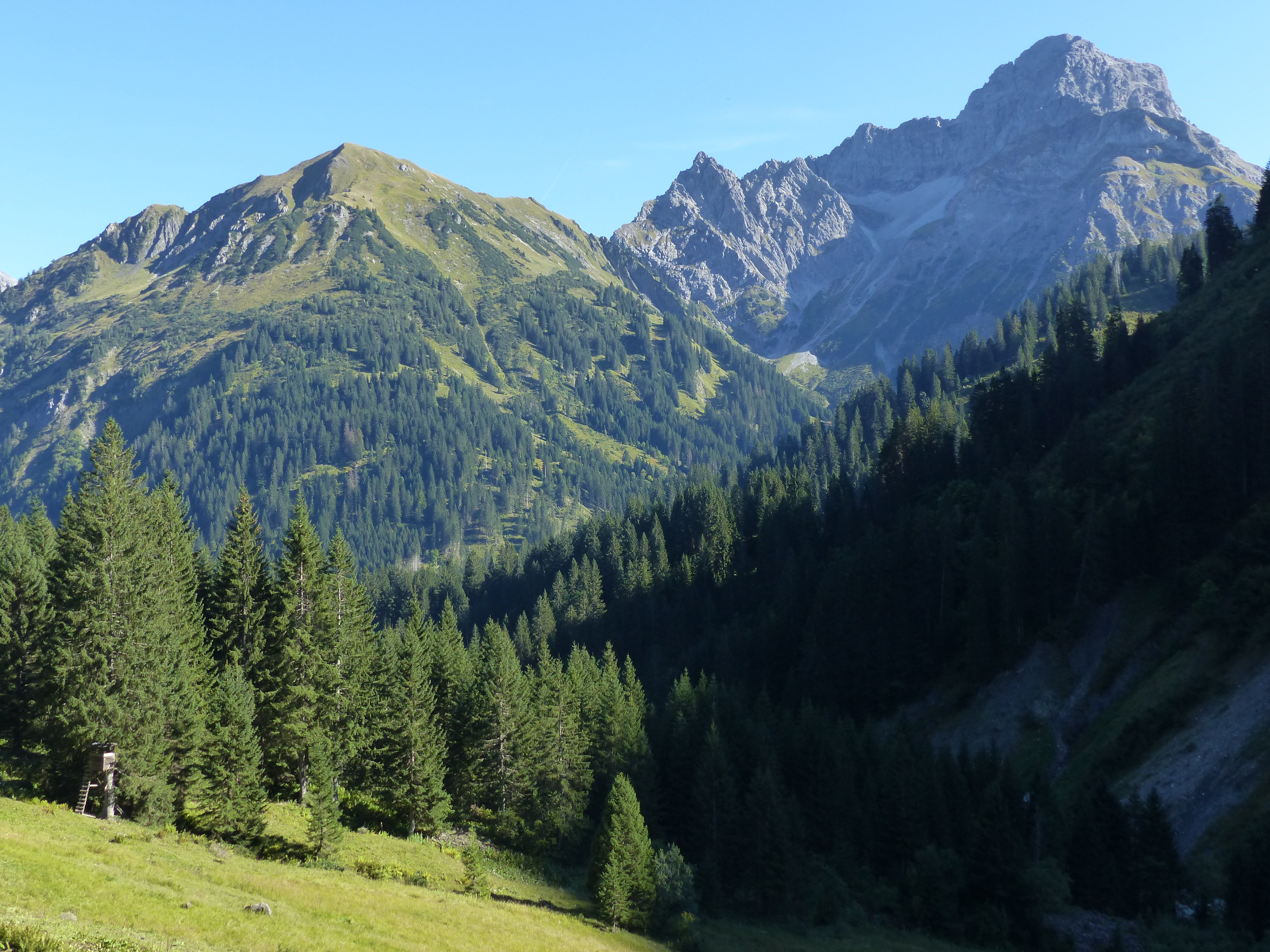
Le Bärenkopf et le Großer Widderstein juste au-dessus de Baad

## Histoire
Baad tire son nom d'une source thermale depuis longtemps tarie : Bad en allemand. La source sulfureuse est mentionnée pour la première fois dans des documents en 1434.